# Собор новомучеников Богородских
Собор новомучеников Богородских — местный праздник Русской Православной церкви, установлен в память новомучеников и исповедников Российских Богородской земли (современный Ногинск).
Празднуется 20 ноября (7 ноября по старому стилю) — в день обретения мощей священномученика Константина Богородского.
| Святой                 | Титул      | место службы        | Время жизни | День памяти             | Лик    | место смерти |
| ---------------------- | ---------- | ------------------- | ----------- | ----------------------- | ------ | ------------ |
| Константин Богородский | протоиерей | Богоявленский собор | 1852-1918   | 19 сентября (2 октября) | свщмч. | Богородск    |
| Александра             | послушница | Черноголовка        | 1893-1938   | 1 (14) марта            | прпмч. | Бутово       |
| Сергий                 | протоиерей | Богоявленский собор | 1874-1937   | 19 ноября (2 декабря)   | свщмч. | Бутово       |
| Алексий                | иерей      | Богослово           | 1881-1937   | 27 ноября (10 декабря)  | свщмч. | Бутово       |
| Димитрий               | иерей      | Воскресенское       | 1875-1937   | 27 ноября (10 декабря)  | свщмч. | Бутово       |
| Николай                | протоиерей | Богоявленский собор | 1869-1937   | 27 ноября (10 декабря)  | свщмч. | Бутово       |
| Николай                | протоиерей | Ямкино              | 1890-1937   | 27 ноября (10 декабря)  | свщмч. | Бутово       |
| Иоанн                  | протоиерей | Электроугли         | 1873-1937   | 2 (15) декабря          | свщмч. | Бутово       |
| Феодор                 | иерей      | Иванисово           | 1889-1942   | 17 (30) апреля          | свщмч. | лагерь       |
| Алексий                | диакон     | Обухово             | 1875-1937   | 28 ноября (11 декабря)  | свщмч. | Бутово       |
| Иосиф                  | диакон     | Старая Купавна      | 1886-1937   | 8 (21) ноября           | свщмч. | Бутово       |
| Сергий                 | диакон     | Ивашево             | 1877-1942   | 18 (31) декабря         | свщмч. | Свободный    |
| Николай                | диакон     | Ямкино              | 1904-1942   | 11 (24) сентября        | свщмч. | лагерь       |
| Михаил                 | псаломщик  | Ямкино              | 1893-1942   | 5 (18) февраля          | мч.    | лагерь       |

В Ильинском храме села Мамонтово последние годы до расстрела служила и преподобномученица Варвара Конкина. Все Богородские новомученики поминаются в соборе новомучеников и исповедников Российских в первое воскресение после 25 января (7 февраля), а расстрелянные в Бутово в Соборе Бутовских новомучеников в 4 субботу по Пасхе.